# がんばれゴエモン外伝 きえた黄金キセル
『がんばれゴエモン外伝 きえた黄金キセル』（がんばれゴエモンがいでん きえたおうごんキセル）は、コナミが開発し1990年1月5日に発売されたファミリーコンピュータ用ロールプレイングゲーム。

## 概要
これまでのがんばれゴエモンシリーズはアクションゲームだったが、本作はタイトルに外伝と銘打たれ、シリーズ初のロールプレイングゲーム作品となっている。日本を舞台とした和風の世界観を基礎としつつ、キャラクターデザインや舞台設定に後のシリーズに連なるコミカルな要素が取り入れられている。
2007年10月15日からiモード用コンテンツ（のちYahoo!ケータイやEZwebにも配信）として、2012年5月1日からWiiのバーチャルコンソール、2013年6月5日からニンテンドー3DSのバーチャルコンソール、2015年10月21日からWii Uのバーチャルコンソールで配信されている。

## ゲーム内容
オーソドックスなコマンド選択型RPGとなっており、ワールドマップを行き来して各所の街やダンジョンを攻略して進めて行く。
本作の戦闘はエンカウント制およびコマンド選択型のターン制バトルが採用されている。敵を全滅させると勝利となり、経験値やお金が手に入る。逆にパーティー全員が死亡するとゲームオーバーとなり、セーブした場所からやり直すか、ゲームを終了させるかのどちらかになる。
戦闘画面は画面左側の敵を表示するグラフィック画面および下部のメッセージウィンドウと、画面右側に表示されるキャラクターの顔グラフィック付のステータス画面から構成されている。ダメージを受ける・死亡する、戦闘に勝利するなどのリアクションごとに顔グラフィックが変化する。
登場する敵キャラクターも全てアニメーション表示によって、待機中・攻撃・ダメージでそれぞれ動くようになっている。サンニンジャー以外は同じドットパターンの敵は存在せず、ファミコンのRPGとしては敵キャラクターの量が多い。また倒した際には通常の敵とロボ・メカ系の敵とでは消滅のパターンが異なる。

## ストーリー
長旅を終え、久々に「はぐれ町」に帰って来た天下の義賊ゴエモン。旅の報告も兼ねて自宅の神棚に向かってみると、大事に祀ってあったはずの先祖代々の家宝「黄金キセル」が消えていた。「泥棒の家が泥棒に入られた」という洒落にならない事態に直面し、急いで黄金キセルを探す為の旅支度をしていた所に、「正義の忍者」を自称する謎の人物エビス丸が現れ、旅への同行を願い出て来た。かくして、家宝の黄金キセルを探す長い旅が始まった。

## 舞台
本作では、はぐれ町から四国、中国、佐渡島、九州、東北、蝦夷と日本の各地を渡って行く事になり、物語の途中で外国の中国や南国のバナナン島といった日本の国外へも、船や飛行機で渡る形で旅をする事になる。
物語の中で立ち寄る町や村には様々な店がある。のれんが同じでも中身が異なる場合もある。

### 通常の店
ほとんどの町・村にある店
武器屋
武器を購入できる。すその村のみ存在しない。
防具屋
服・胴・鎧（よろい）、籠手（こて）、頭を守る防具を購入できる。すその村、みなわ町には存在しない。
万（よろず）屋
回復アイテム、解毒アイテム、移動アイテムなどを購入できる。また、不要なものを売ることもできる。たんご村、シューマイ村、ドンパチ村、ななはち村には存在しない。
復活屋
ドクロマークが目印。死亡した仲間の復活や毒に冒された仲間の解毒をしてもらえる。カンカラ村のみ存在しない。

### 回復系の店
町・村にいずれかの店舗が必ず1つある。
宿屋
一泊するとパーティー全員の体力・術力が最大値に回復する。はぐれ町、カンカラ村、ライデン村、そげん町、おとろし村、ドンパチ村、みなわ町、とあるん町に存在する。
めし屋
食事をするとパーティー全員の体力・術力が最大値に回復する。メニューは複数あるがどれも効果は同じ。すその村、ハイカラ町、ななはち村に存在する。
風呂屋
入浴するとパーティー全員の体力・術力が最大値に回復する。おかか村とにんにん村に存在する。
ハンバーガーショップ
のれんはめし屋と同じ。セットメニューを頼むとパーティー全員の体力・術力が最大値に回復する。
単品メニューの場合は食べた者だけ体力・術力が最大値に回復する。
「お持ち帰り」を選ぶと回復アイテムとしてハンバーガーを購入できる。
たんご村、シューマイ村、バホホ村に存在する。

### 特殊な店舗
賭博屋
はぐれ町とハイカラ町に存在する。サイコロマークが目印。お金を賭けて遊ぶことができる。遊びは2種類（「コレゾウくんを探せ」(はぐれ町)、「大小賭博」(ハイカラ町)）で、正解するとお金（10両）が増え、失敗すると損をする。
見世物小屋
特に効果は無いが、お色気ショー（5両）、マジックショー（8両）、ラインダンス（10両）を見ることができる。たんごの港、チューゴクの港、バホホ村に存在する。
パスポート発行所
ハイカラ町にのみ存在する。外国へ渡航するためのパスポート（10両）を発行してもらえる。
アルバイト屋
みなわ町にのみ存在する。体力を消耗する代わりに、アルバイトをすることでお金（310両）が手に入る。パーティーそれぞれのアルバイト内容は異なる（ゴエモン：工事現場、エビス丸：見世物小屋、コバンネコ：子守り、ヤエちゃん：ソフトクリーム屋）。

### その他の施設
電話ボックス
はぐれ町にのみ設置されている。次のレベルアップまでに必要な経験値を教えてくれる。
船着場、リニアかご乗り場、空港、外国船乗り場
船着場・外国船乗り場は町の中にあるが、リニアかご乗り場・空港はフィールド上に独立して設置されている。
それぞれお金（船：片道8両(佐渡)・片道10両(どっこい島)、リニアかご：片道10両(四国・九州)、飛行機：片道15両(バナナン島)、外国船：片道15両(チューゴク[外国の中国])）を払うことで、歩いては移動できない特定の場所へ移動できる。パスポートが必要な場所（チューゴク(外国の中国)・南国のバナナン島）もある。
茶店
フィールド上に全部で4ヶ所ある。物品の購入や体力の回復はできないが、様々な情報を聞くことができる。

## 登場キャラクター

### パーティメンバー

#### メイン
ゴエモン
主人公。何者かに盗まれた先祖伝来の家宝「黄金キセル」を取り戻す為に、再び長い旅に出る。
攻撃力、防御力が高い反面、忍術（＝魔法）が使えないパワータイプ。得意武器はキセル。
エビス丸（エビスマル）
「正義の忍者」を名乗る謎の男。黄金キセル探しの旅に加えてくれるよう懇願し、強引にくっついて来た。
攻撃力、防御力はゴエモンに一歩劣るが、攻撃用、補助用の忍術をまんべんなく行使できる万能タイプで、状況において臨機応変な対応が可能。得意武器は笛。
初登場は前作『がんばれゴエモン2』だが、前作のエンディングで本人とは別人であった事実が判明しており、本作では初対面という設定になっている。装束の色も青から白に変更されている。
コバンネコ
しゃべる猫たちで構成された「おかか村」の村民。
村長の様子がおかしいことに気付き調査をしていたが、途中で行方不明となり、助けてくれたゴエモンの男気に惚れ込んで仲間に加わった。
攻撃力、防御力が最も低いが、スピードは高く、補助用の忍術を多く揃え持つサポートタイプ。得意武器は爪。
ヤエちゃん
江戸の平和を影から守る「秘密特捜くのいち」。
誤解からゴエモン達を犯罪者とみなして敵対していたが、ゴエモン達の潔白を知った後、裏に黒幕の影を感じ取って一行の仲間になる。
攻撃力がやや高い反面、防御力が低い後衛タイプ。得意武器は刀剣類。
忍術は回復用と補助用を主体とする。使用可能な攻撃忍術は水属性の「スイスイ」系統のみだが、逆に彼女以外は使用できない。戦闘中、攻撃を受けると「いや～ん」と合成音声が流れる。

#### ゲスト
リンちゃん
中国から「そげん町」に来日しているダジャレ好きな人気者、チンさんの娘。温厚で父親思いな性格だが、カンフーの達人でもある。
病気で倒れたチンさんの為に、中国に古来から伝わる伝説の薬種「ヨークキークの実」を求めてゴエモン達に中国への旅の同行を依頼する。
ゲストキャラクター扱いで、ヤエちゃんと一時的に交代する形で加入する。中国本土に入る為には必ず仲間にしなければならない。チンさんの病が治った時点でヤエちゃんと再交代する。また、エンディングでもチンさんと共に再登場する。得意武器は中国武器で、術は使えない。

### ゲストキャラクター（ノンプレイヤーキャラクター）
おみっちゃん
ゴエモンが住んでいる「はぐれ町」のアイドル。
ゴエモンの自宅と同じ長屋に母と2人で住み、普段は茶店で働いているが、ゴエモンが旅から帰って来る前に神隠しに遭って行方不明となっている。実は、黄金のキセルがカラクリ一族によって盗まれた際、カラクリ一族の首領に惚れられる形で攫われていた事実が、くまさん城での戦いで判明。その後は大江戸城やカラクリアイランドへと連れ回された末に、ゴエモン一行によって救出される事になる。
パーティーには参加しない。
ペモペモ星人（ペモペモせいじん）
宇宙のどこかにある「ペモ星」出身の宇宙人で、遮光器土偶に似た風貌をしている。
宇宙空間を航行中にUFOのエネルギーが切れてしまい、急遽地球のポカポカ山に不時着。UFOを動かせるくらいの高エネルギー物質を探していた。UFOの再稼働に協力すると「ペモの笛」を渡してくれ、後にそれを使うとUFOに乗せて協力してくれる事になる。しかし、カラクリアイランドでの決戦後、何者（カラクリ一族の首領）かによって爆弾でUFOは爆破されてしまっている。
パーティーには参加しない。なお、続編の『がんばれゴエモン外伝2〜天下の財宝〜』では、本作とは別人のペモペモ星人が、宇宙パトロールの一員として登場している。
本堂タニシ（ほんどうタニシ）
ゴエモンが仲間達を連れ去られて一人行動していた際、空飛ぶ城から逃げ出した謎の男性で、その正体はからくり一族によって改造されたサイボーグ。赤いマフラー、黒の革ジャンパー、白のパンタロンに身を包み、一風変わったバイクに乗る熱血漢だが、壁を破壊してしまう等、サイボーグだけあって凄まじいパワーの持ち主。
パーティーには参加しないが、ゴエモン一行がピンチの時に駆けつけて助けてくれる。実は、変身出来た事実が、エンディングで判明している。

### 敵（ボス）キャラクター
悪代官（あくだいかん）
代官屋敷にいる最初のボス。「手形がほしいか、ほれほれ」と言って攻撃してくる。倒すと手形が手に入る。
くまさん城での戦いの後は、カラクリ一族の巨大ロボットを恐れて、はぐれ町の番所へと逃げ込んでいる。
ムーカク、シーカク
どでか山の宝箱の中に1体ずつ潜んでいる。倒すとそれぞれ赤のひすい、青のひすいを落とす。
スズノスケ
すその村のかんざし職人に2つのひすいを見せると戦闘になる。初めて戦闘するからくりロボット。
ポンポコドン
コバンネコを幽閉していたおかか村の偽村長。「ポンポコビーム」で攻撃して来る。
ダークコウモリ
ライデン村の研究所に潜むボス。村の研究者・げんないさんを襲っている。
ヤエちゃん
ハイカラ町にやって来たゴエモンたちを器物損壊・強盗の罪で逮捕しようと立ちはだかる。「金縛り」の術を行使して来る。敗北確定のイベント戦である為、勝つのは不可能。
ニセゴエモン
ハイカラ町で悪さをしているゴエモンのニセモノ。白い衣を着ており、顔に傷があるのが特徴。正体がバレてしまった事で自暴自棄になり、ゴエモンを倒して自分が本物に成り代わろうと襲い掛かって来る。
実はカラクリ一族と繋がっており、後にサイボーグであるロボゴエモンとなって弁天小僧と共に挑んで来る。
チャウ大王（チャウだいおう）
宝山のボス。三蔵法師を春巻きに変えられてしまった事で挑んで来た悟空をぶっ飛ばし、ゴエモン達に襲い掛かって来る。
ネオ相撲ロボ（ネオすもうロボ）
熊（くま）さん城のボス。倒すと黄金キセルを取り戻せる。「ちょんまげスラッガー」で攻撃して来る。
操縦しているのは熊さん城の殿様で、カラクリ一族に脅されて協力させられていた旨を語るが、その直後にてカラクリ一族の首領により、犬の姿に変えられてしまった。
ゴロちゃん
おとろし村に生贄を差し出させている魔物。全体攻撃を行使して来る。生贄にされそうな女性の為に戦うのだが、実はカラクリ一族が差し向けたロボットで、生贄にされそうになった女性も、カラクリ一族の弁天小僧が化けた姿であった。
サンニンジャー
ドンパチ村に現れたカラクリ一族の忍者達。赤、青、緑の三人で構成され、戦隊ヒーローの様な姿をしているのが特徴。花火職人のトメゾウさんが持つ大量の火薬を狙って襲おうとした所を、トメゾウさんの息子であるヤノスケを連れたゴエモン達と対決する。
3人同時に相手しなければならないが、戦闘能力に関してはいずれも同じである。3人揃っている状態だと、全体攻撃（「必殺トリプルきっく」）を行使して来る。
弁天小僧（べんてんこぞう）、ロボゴエモン
おとろし村でゴエモン達を罠にはめた弁天小僧と、サイボーグ化したニセゴエモンのコンビ。とある離れ小島で同時にこの2人と戦う事になる。ロボゴエモンは単体の物理攻撃しかして来ないが、弁天小僧の方は術による攻撃も行使して来る。
ロボロボ
とんがり山で襲い掛かって来る、空飛ぶ城を守るカラクリメカ。ボスとしては大して強くないのだが、この時点では仲間達が連れ去られている状態の為、ゴエモン一人で戦わねばならないという制約がある。
お花ちゃん（おはなちゃん）
大江戸城のボス。最上階に待ち構えている女性型の巨大ロボであり、大きすぎて画面に収まり切らない。
ボスとして戦う前に、フィールド上の数カ所で遭遇する事になり、どっこい島から江戸の海路では、船を沈められてしまう展開がある。
カラクリ武者（カラクリむしゃ）
カラクリアイランドのボス。最深部にて待ち構えている巨大ロボであり、大きすぎて画面に収まり切らない。
バトル親分（バトルおやぶん）
全ての黒幕である最終ボスで、カラクリ一族の首領の変身した姿。終盤まで声のみでしか登場しなかったが、はぐれ町でその正体を現す。
日本征服の為にカラクリロボットを作っていたが、それらを動かす為には純度の高い金が必要になり、金山を全部掘りつくしても全てのロボットを動かすにはわずかに足りなかった為、ゴエモンの黄金キセルに目を付けて盗んだ。そのついでに色欲でたまたま見つけたおみっちゃんを誘拐した。術による攻撃（火・氷・雷(全体攻撃)）を行使して来る。
倒すとエンディングを迎える。

## 移植版
| 発売日         | 対応機種                         | 開発元 | 発売元 | メディア                              | 型式 | 売上本数 |
| -------------- | -------------------------------- | ------ | ------ | ------------------------------------- | ---- | -------- |
| 2007年10月15日 | FOMA900i/703i以上 （iアプリ）    | KDE    | KDE    | ダウンロード （コナミネットDX）       | -    | -        |
| 2008年7月16日  | 3GC対応機種 （S!アプリ）         | KDE    | KDE    | ダウンロード （コナミネットDX）       | -    | -        |
| 2009年4月30日  | BREW3.1/4.0対応端末 （EZアプリ） | KDE    | KDE    | ダウンロード （コナミネットDX）       | -    | -        |
| 2012年5月1日   | Wii                              |        | KDE    | ダウンロード （バーチャルコンソール） | -    | -        |
| 2013年6月5日   | ニンテンドー3DS                  |        | KDE    | ダウンロード （バーチャルコンソール） | -    | -        |
| 2015年10月21日 | Wii U                            |        | KDE    | ダウンロード （バーチャルコンソール） | -    | -        |

## スタッフ
- プログラム：品門和浩（青山和浩）、小川光章、山根下山（山根秀直）、亀和田光、近藤隆司
- デザイン：日下進、石原亀助（石原かずみち）、寺田一号（寺田泰二）、野崎助平、雷計以太（汾陽桂太）
- サウンド：金五郎（小倉努）、場伶花、山根登山（山根ミチル）、上高楽器（上高治己）、南寿司（宮脇聡子）、人生色魔
- シナリオ：雷計以太（汾陽桂太）
- サンクス：桑名勇、営業一同

なお初期版のカセットには、エンディングのスタッフロール表示がほとんど文字化けして表示されるバグがあり、当時コナミに問い合わせることで修正版のカセットと交換してもらえた。バーチャルコンソール版では修正されている。

## サウンドトラック
がんばれゴエモン さうんど玉手箱 ～オリジナル・サウンドトラック BOX～ （EMCA-0027）
- 上記の DISC 2 に収録されている。一部楽曲の収録漏れがある。2017年5月26日発売。

## 評価
ゲーム誌『ファミコン通信』の「クロスレビュー」では合計24点（満40点）、『ファミリーコンピュータMagazine』の読者投票による「ゲーム通信簿」での評価は以下の通り22.63（満30点）となっている。同誌1991年5月10日号特別付録の「ファミコンロムカセット オールカタログ」では、「RPGになろうが、ゴエモンはゴエモン。ゲームその物の面白さは変わらない」と肯定的に評価されている。
| 項目 | キャラクタ | 音楽 | 操作性 | 熱中度 | お買得度 | オリジナリティ | 総合  |
| 得点 | 4.28       | 3.75 | 3.61   | 3.84   | 3.56     | 3.59           | 22.63 |